# موتورالکتریکی دی‌سی با جاروبک
موتور الکتریکی دی‌سی با جاروبک (به انگلیسی: Brushed DC electric motor) از درون یک موتور الکتریکی کموتاتوری‌شده (دگرسوشده) طراحی شده‌است تا از منبع توان جریان مستقیم حرکت کند. موتورهای با جاروبک نخستین کاربرد تجاری مهم توان الکتریکی برای راه‌اندازی انرژی مکانیکی بودند و سیستم‌های توزیع دی‌سی برای بیش از ۱۰۰ سال برای کار موتورها در ساختمان‌های تجاری و صنعتی مورد استفاده قرار گرفتند. با تغییر ولتاژ کار یا شدت میدان مغناطیسی، موتورهای DC با جاروبک می‌توانند سرعت متغیر داشته باشند. بسته به اتصال میدان به منبع تغذیه، می‌توان سرعت و خصوصیات گشتاور یک موتور با جاروبک را تغییر داد تا سرعت پایدار یا سرعت وارون متناسب با بار مکانیکی فراهم شود. موتورهای با جاروبک هم‌چنان برای پیشرانه‌های برقی، جرثقیل‌ها،  ماشین‌های کاغذسازی و آسیاب‌های نورد فولاد به کار می‌روند. از آن‌جا که جاروبک‌ها از بین می‌روند و نیاز به تعویض دارند، موتورهای DC بدون جاروبک با استفاده از وسایل الکترونیکی قدرت، جانشین موتورهای با جاروبک از بسیاری از کاربردها کرده‌اند.

## موتور دی‌سی دو قطبی ساده
گرافیک‌های زیر یک موتور DC ساده، دو قطبی، با جاروبک، را نشان می‌دهد.

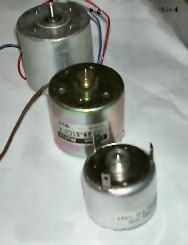
موتورهای الکتریکی در اندازه‌های مختلف

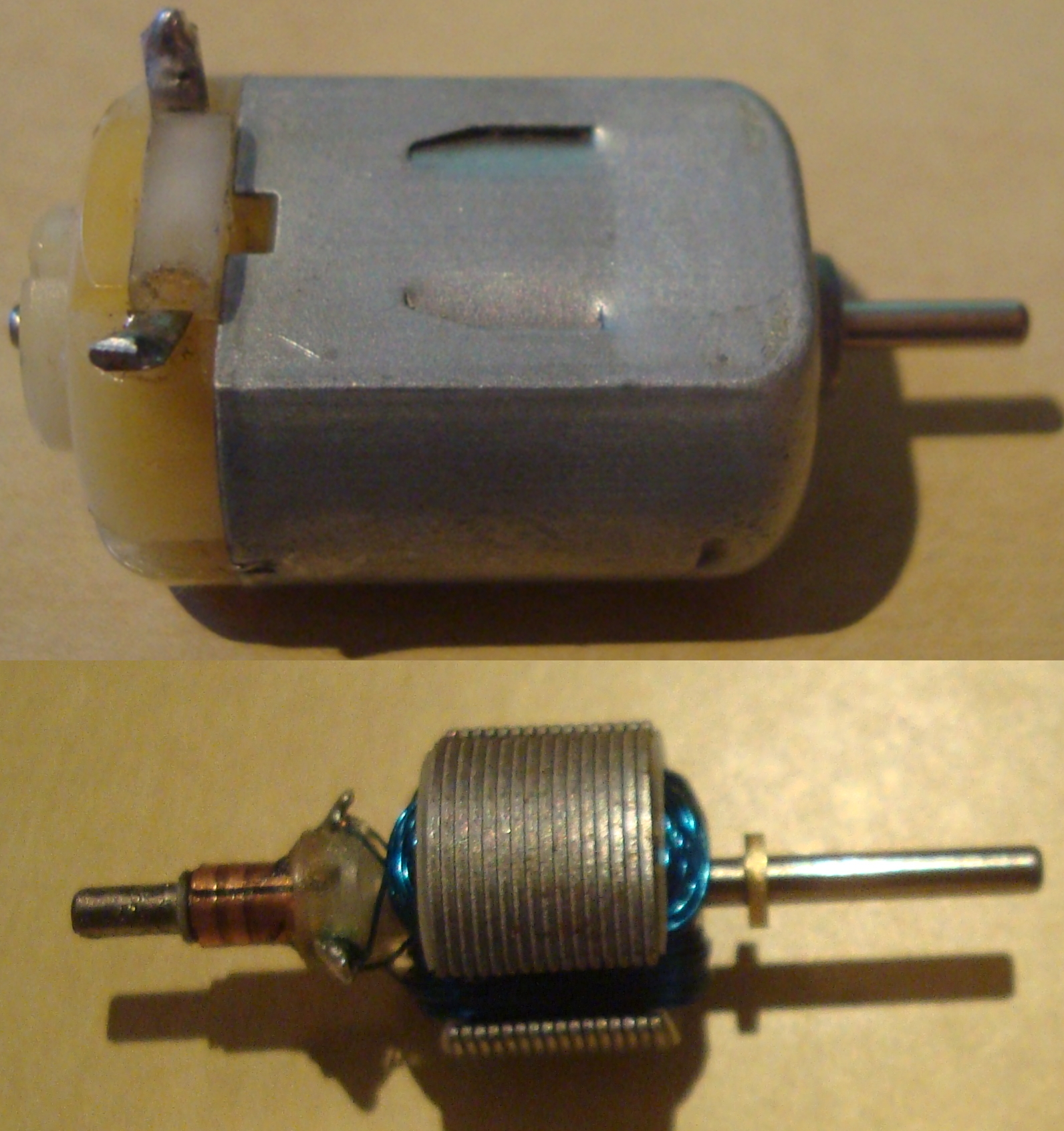
داخل موتور مینیاتور DC همان‌طور که در یک اسباب بازی یافت می‌شود.

## گشتاور و سرعت یک موتور دی‌سی
مشخصات و سرعت گشتاور موتور دی‌سی با توجه به سه منبع مغناطیس متفاوت، میدان تحریک جداگانه، میدان خودتحریک یا میدان دایمی، که به صورت انتخابی برای کنترل موتور بر روی محدوده بار مکانیکی استفاده می‌شود، متفاوت است. موتورهای میدان خودتحریک می‌توانند سری، موازی یا مرکب باشند که به آرمیچر متصل هستند.

### خصوصیات اساسی
تعریف کردن
- Eb، القا شده یا ضد ایی‌ام‌اف (V)
- Ia جریان آرمیچر (A)
- kb، ثابت ضد ایی‌ام‌اف
- kn، ثابت سرعت
- kT، ثابت گشتاور
- n، فرکانس آرمیچر (دور بر دقیقه)
- Rm، مقاومت موتور (Ω)
- T، گشتاور موتور (Nm)
- Vm، ولتاژ ورودی موتور (V)
- Φ، کل شار ماشین (Wb)
- ضریب کارتر (kC) پارامتری است که غالباً به عنوان روشی برای تخمین گام مؤثر شیار در آرمیچر یک موتور با شیارهای باز (یا نیمه محصور) استفاده می‌شود.[۱]

### معادله ضد ایی‌ام‌اف
ضد ایی‌ام‌اف موتور DC متناسب با حاصل تمام توان شارژ دستگاه و سرعت آرمیچر است:
Eb = kb Φ n

### معادله ولتاژ تعادل
ولتاژ ورودی موتور DC باید بر ضد ایی‌ام‌اف و همچنین افت ولتاژ ایجاد شده توسط جریان آرماتور دوسر مقاومت موتور، یعنی ترکیب مقاومت دوسر جاروبک، سیم پیچ آرمیچر و سیم‌پیچ میدان سری، در صورت وجود غلبه کند:
Vm = Eb + Rm Ia

### معادله گشتاور
گشتاور موتور DC متناسب با حاصل جریان آرمیچر و قدرت کلی شار دستگاه است:
{\displaystyle {\begin{aligned}T&={\frac {1}{2\pi }}k_{b}I_{a}\Phi \\&=k_{T}I_{a}\Phi \end{aligned}}}
که
kT = kb/2π

### معادله سرعت
از آنجا که
n = Eb/kb Φ and
Vm = Eb + Rm Ia
ما داریم
{\displaystyle {\begin{aligned}n&={\frac {V_{m}-R_{m}I_{a}}{k_{b}\Phi }}\\&=k_{n}{\frac {V_{m}-R_{m}I_{a}}{\Phi }}\end{aligned}}}
که
kn = 1/kb